# Loaded (banda)
Loaded (originalmente Duff McKagan's Loaded) es un grupo de hard rock formado originalmente por el vocalista, bajista y compositor Duff McKagan (actual miembro de Guns N' Roses) el guitarrista Michael Barragan (miembro de Plexi), el guitarrista Dez Cadena (miembro de Black Flag) y el batería Taz Bentley (miembro de The Reverend Horton Heat). La banda se separó en el 2002 debido a la formación de Velvet Revolver.
La banda se volvió a formar en el 2008 con Duff Mckagan como vocalista y guitarrista y nuevos miembros: el guitarrista Mike Squires (miembro de Alien Crime Syndicate y Nevada Bachelors), el bajista Jeff Rouse (miembro de Alien Crime Syndicate, Vendetta Red y Sirens Sister) y el baterista y corista Geoff Reading (miembro de New American Shame y Green Apple Quick Step); la banda lanzó un EP llamado Wasted Heart en septiembre del 2008 y también un segundo álbum de estudio llamado Sick en 2009.

## Discografía

### Álbumes de estudio
- Episode 1999: Live (1999)
- Dark Days (2001)
- Sick (2009)
- The Taking[1][2] (2011)

### EP
- Wasted Heart (2008)